# Catedral de la Santísima Concepción
La Catedral de la Santísima Concepción es la catedral de Concepción de Chile, sede de la Arquidiócesis de la Santísima Concepción y uno de los principales templos de la Iglesia Católica en Chile.
Se ubica en la comuna de Concepción, frente a la Plaza de la Independencia. El conjunto arquitectónico de la Catedral de la Santísima Concepción está compuesto por un Museo Eclesiástico, el Aula Magna y el templo Catedral propiamente tal.

## Historia

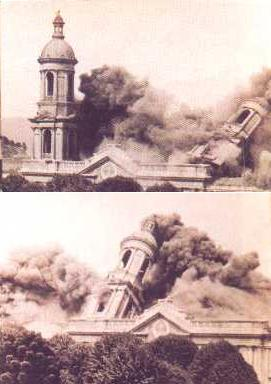
Demolición de la Antigua Catedral de Concepción.

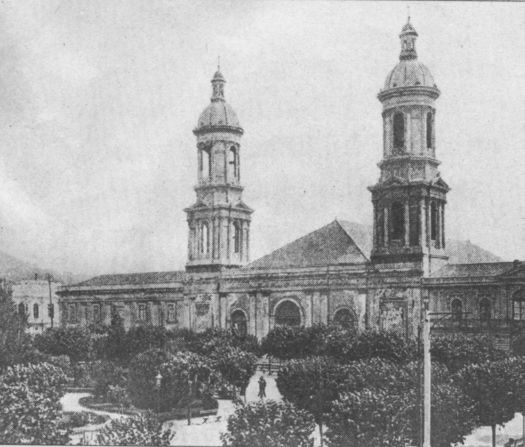
Antigua Catedral de Concepción.

### Antigua Catedral de Concepción
La antigua catedral de la ciudad, ubicada en el mismo lugar donde se encuentra la actual, de estilo neoclásico, era considerada de gran valor arquitectónico, cultural y social. Luego del Terremoto de Chillán de 1939, se vio seriamente afectada. Sus dos torres se bamboleaban peligrosamente, por lo que tuvo que ser demolida.

### Actual catedral
Luego de la destrucción de la antigua catedral, surgió la necesidad de construir un nuevo templo para los fieles penquistas, que reemplazara a la destruida por el terremoto.
La nueva catedral se comenzó a construir el 3 de noviembre de 1940, y se terminó en 1950. Finalmente, se consagró el 11 de julio de 1964.

### Patrimonio Histórico
En el altar derecho de la catedral se conserva una imagen de la Inmaculada Concepción que data del siglo XVII, una de las piezas más antiguas.

### Período de la dictadura militar
El 11 de noviembre de 1983, durante dictadura militar de Augusto Pinochet, el obrero coronelino Sebastián Acevedo Becerra, motivado por la detención de sus hijos por la Central Nacional de Informaciones (CNI) (sucesora de DINA), se inmoló en la Plaza de la Independencia, justo frente a la catedral. A partir de este hecho se formó el Movimiento contra la Tortura Sebastián Acevedo, y en la entrada de la catedral se dispuso una cruz roja con una placa en su nombre.

## Arquitectura

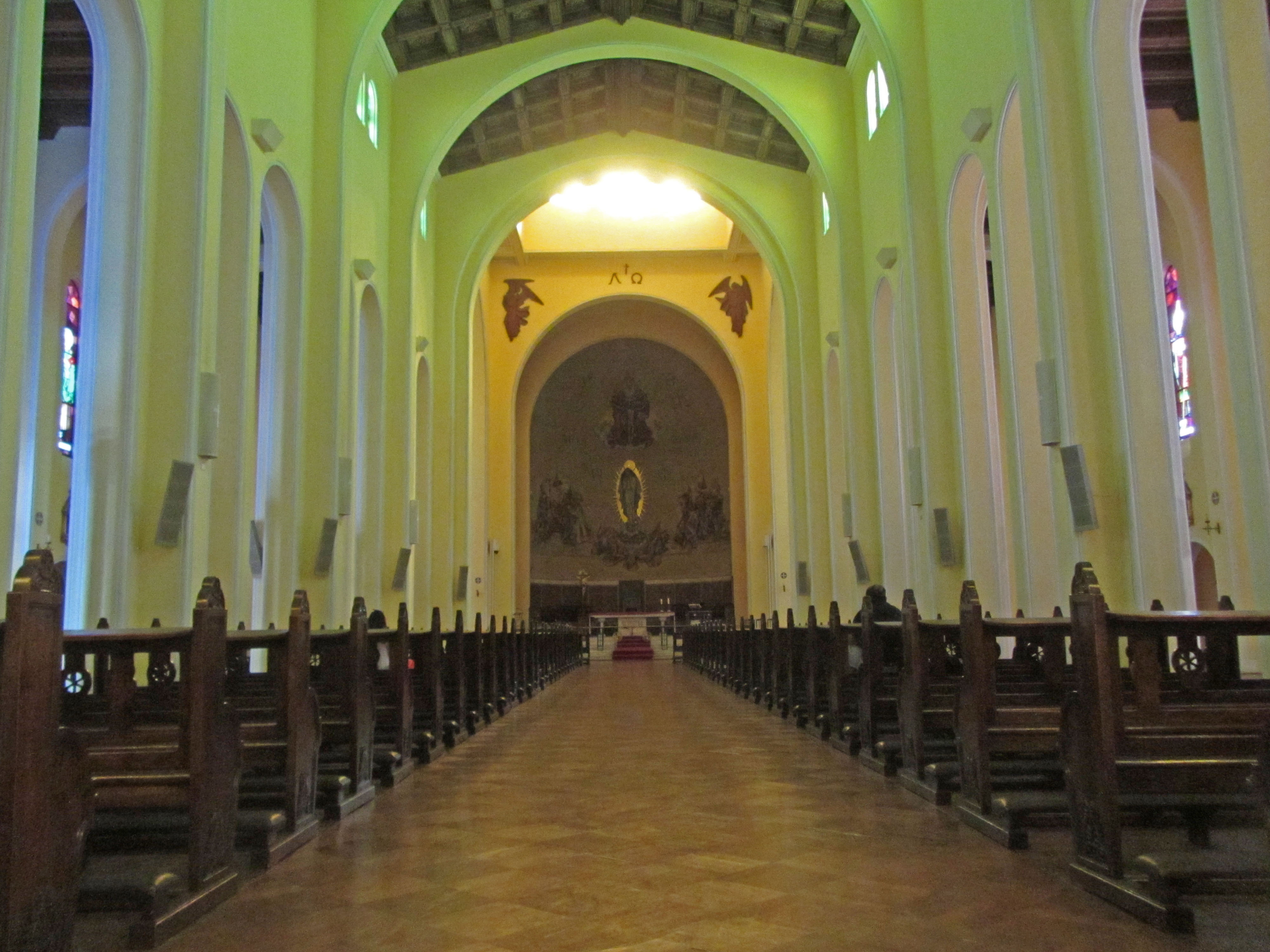
Interior de la Catedral

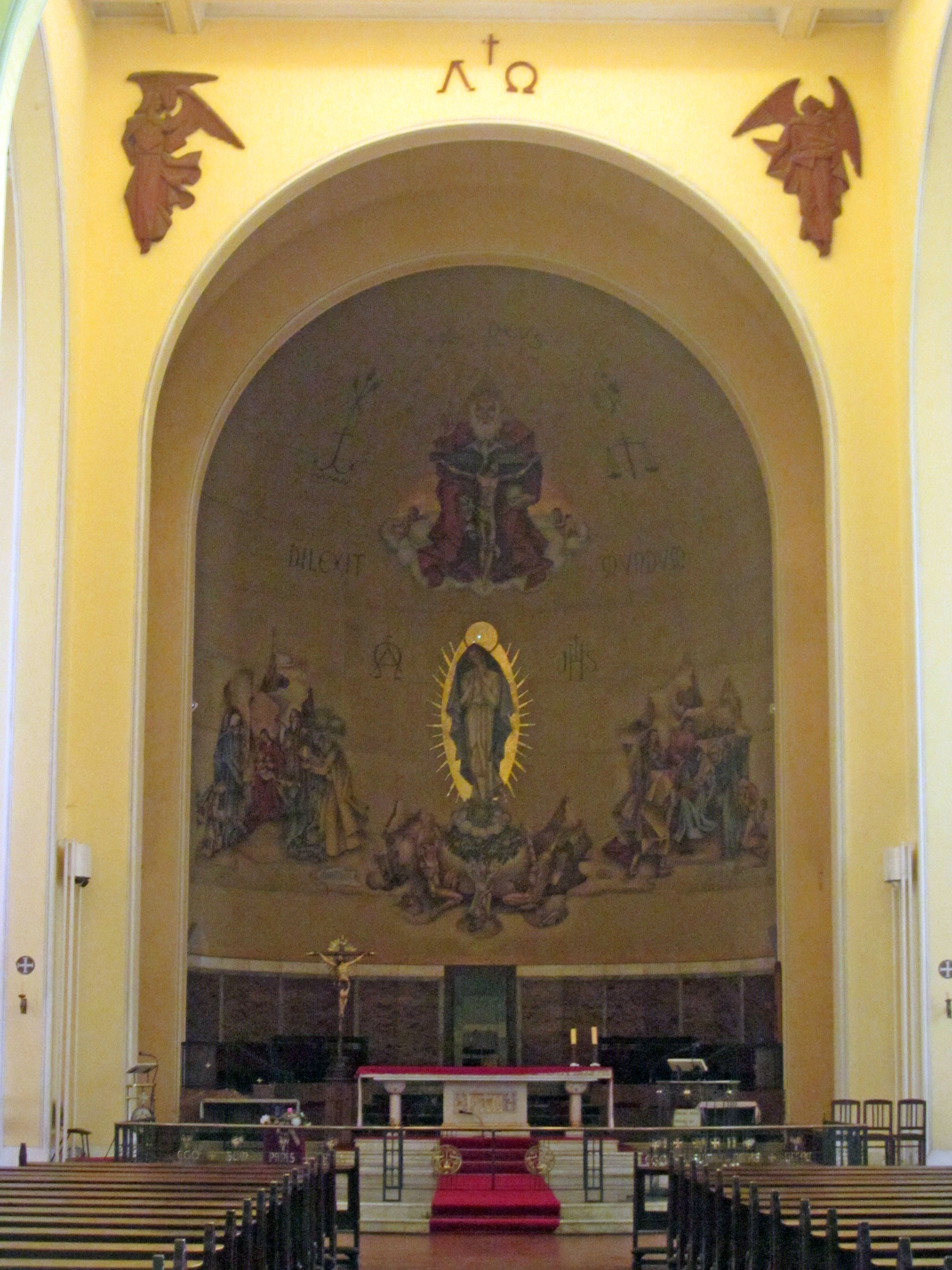
Detalle del altar

La catedral es de estilo neo-románico, y se configura en forma de cruz latina. Sus arquitectos fueron Ramón Venegas, Carlos Casanueva Baluca y Fernando Urrejola Arrau.
La catedral tiene resabios estilísticos románicos, en una combinación de arte Bizantino y Moderno. En su interior destaca un altar mayor, dos altares laterales, y un gran fresco del pintor José Alejandro Rubio Dalmatti, además de vitrales con imágenes de santos y puertas de fierro con pasajes del Antiguo y Nuevo Testamento, realizadas por Dalmati. Su cielo raso está revestido de madera artesanada y la altura máxima de su nave mayor es de 27 metros. En la cúpula poligonal alcanza los 30 metros. El templo en su dimensión planimétrica sigue el esquema de planta basilical de tres naves sin crucero, con un ábside que acoge el altar mayor y una amplia escalinata de acceso, que configura el atrio que enfrenta el costado poniente de la Plaza Independencia. Según el plano regulador de Concepción, este edificio es considerado patrimonio arquitectónico de la ciudad.[cita requerida]
Como parte del conjunto arquitectónico se ubican a un costado por calle O´Higgins la Capilla El Sagrario y del lado norte, por Barros Arana, un edificio del Arzobispado de Concepción, del cual la parte correspondiente al Ex-Palacio Episcopal sirvió como Casa Central a la Universidad Católica de la Santísima Concepción. Actualmente, este Ex-Palacio Arzobispal es la sede del Arzobispado de la Santísima Concepción, con las oficinas del Arzobispo, Vicarios Episcopales. Un jardín interior de la manzana conecta a este conjunto con los edificios de la Municipalidad de Concepción y de la Remodelación Catedral, obra de la oficina del arquitecto Roberto Goycoolea (1960).

### Aula Magna

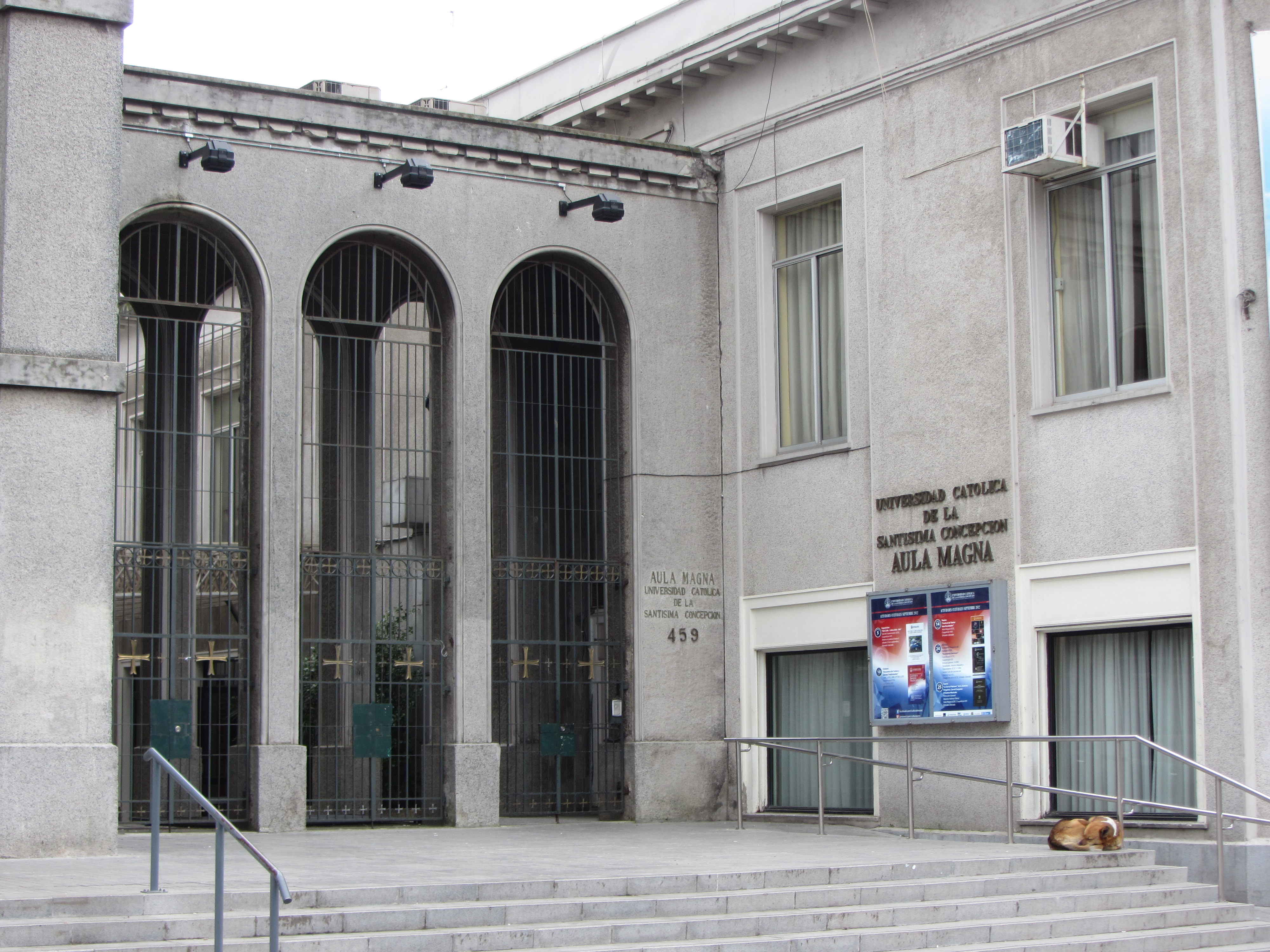
Aula Magna, en el costado derecho de la catedral.

El Aula Magna es un centro de eventos perteneciente a la Arzobispado de la Santísima Concepción, en la cual se llevan cabo actividades como licenciaturas, conciertos, obras de teatro y conferencias.

### Museo de Arte Religioso
El Museo de Arte Religioso del Arzobispado de la Santísima Concepción es un museo artístico e histórico dónde se muestra la historia de la Iglesia católica en la Arquidiócesis, la catedral y objetos litúrgicos, entre ellas vestimentas sacerdotales, pinturas, objetos litúrgicos y misales en latín.
En el museo destacan una Custodia de bronce con esmalte veneciano del siglo XVII y un Cristo de marfil con filigrana de plata y madera de cedro, donada por Felipe II de España a la antigua catedral.